# 3810 Aoraki
3810 Aoraki è un asteroide della fascia principale. Scoperto nel 1985, presenta un'orbita caratterizzata da un semiasse maggiore pari a 2,2492049 UA e da un'eccentricità di 0,1089880, inclinata di 6,81971° rispetto all'eclittica.